# John Jakes
John Jakes (Chicago, 31 marzo 1932 – Sarasota, 11 marzo 2023) è stato uno scrittore statunitense di narrativa fantasy, fantascientifica e, soprattutto, storica. La sua trilogia sulla guerra civile americana, avviata con Nord e Sud, ha venduto milioni di copie in tutto il mondo. È stato anche l'autore della saga The Kent Family Chronicles..

## Biografia
Cominciò a scrivere quando si trovava all'università Northwestern a studiare recitazione, all'età di diciotto anni fece pubblicare la sua prima storia per 25$.
Seguì il programma di scrittura creativa all'università DePauw e si laureò nel 1953.
Mentre lavorava per un'industria farmaceutica, passava le notti a scrivere racconti western e fantascientifici.
Nel marzo del 1973 Jakes cominciò a lavorare a Bastardo (The Bastard), il primo degli otto volumi del Kent Family Chronicles, una serie che dipinge la storia americana attraverso le vite di questa famiglia. In Italia però furono pubblicati solo i primi tre volumi (Bastardo, I ribelli, Il richiamo dell'Ovest) a seguito dell'omonimo sceneggiato mandato in onda dalla RAI nei primi anni ottanta.
A metà degli anni 80 pubblicò una nuova trilogia ambientata prima, durante e dopo la Guerra di Secessione Americana vista dagli occhi di due famiglie, una del Nord e una del Sud legate da vincoli di amicizia e amore. I tre volumi Nord e Sud, Amore e Guerra e Inferno e Paradiso ebbero un discreto successo anche sull'onda del successo dell'omonima miniserie, trasmessa da Canale
Jakes è morto a Sarasota l'11 marzo 2023, all'età di 90 anni.

## Vita privata
Jakes viveva a Bird Key a Sarasota, in Florida, con sua moglie Rachel, con la quale era sposato dal 1951. Avevano quattro figli adulti: Andrea, la dottoressa Ellen, J. Michael e Victoria. 

## Opere

### Narrativa storica

#### The Kent Family Chronicles
1. Bastardo (The Bastard), Jove Books, 1974.
2. I ribelli (The Rebels), Jove Books, 1975,
3. Il richiamo dell'Ovest (The Seekers), Jove Books, 1975.
4. The Furies (1976)
5. The Titans (1976)
6. The Warriors (1977)
7. The Lawless (1978)
8. The Americans (1979)

#### Trilogia Nord e Sud
1. Nord e Sud (North and South), Harcourt, 1982.
2. Amore e guerra (Love and War), Harcourt, 1984.
3. Inferno e paradiso (Heaven and Hell), Harcourt, 1987.

#### The Crown Family Saga
1. Homeland (1993)
2. American Dreams (1998)

#### Romanzi storici autoconclusivi
- The Texans Ride North (1952)
- A Night For Treason (1956)
- Wear A Fast Gun (1956)
- The Devil Has Four Faces (1958)
- The Seventh Man (1958)
- I, Barbarian (1959) - scritto sotto pseudonimo Jay Scotland
- Johnny Havoc (1960)
- Sir Scoundrel (1962) - scritto sotto pseudonimo Jay Scotland
- Veils of Salome (1962)
- Arena (1963) - scritto sotto pseudonimo Jay Scotland
- Making It Big (1968)
- California Gold (California Gold) (1989)
- In The Big Country (1993), successivamente ristampato come The Bold Frontier (2001)
- On Secret Service (2000)
- Charleston (2002)
- Savannah or a Gift for Mr. Lincoln (2004)
- Funeral for Tanner Moody (2004) - scritto con Elmer Kelton e Robert Randish
- The Gods of Newport (2006)

### Narrativa fantastica

#### Il barile di Amontillado
Jakes ha composto una prosecuzione del racconto "Il barile di Amontillado" di Edgar Allan Poe.
- "La cripta" ("The Opener of the Crypt"), in Fantastic novembre-dicembre 1952. Trad. Daniela Galdo e Gianni Pilo nell'antologia Il furore di Cthulhu, I Miti di Cthulhu 23, Fanucci Editore, 1988.

#### Brak il barbaro
La saga fu composta in ordine anacronico e successivamente riorganizzata in una sequenza di quattro romanzi e una raccolta di testi brevi.
1. Brak the Barbarian, Avon Books, 1968. Fix-up revisionato di due racconti già apparsi su rivista:
  - "The Pillars of Chambalor", in Fantastic Stories of Imagination di Marzo 1965.
  - "The Silk of Shaitan", in Fantastic Stories of Imagination di Aprile 1965.
2. Sangue di strega (Witch of the Four Winds poi Brak the Barbarian Versus the Sorceress), serializzato in due puntate in Fantastic Stories of Imagination di Novembre e Dicembre 1963; prima edizione in volume Paperback Library, 1969. Trad. Giuseppe Lippi nell'omnibus Alla corte degli eroi, Biblioteca di Fantasy & Horror 3, Arnoldo Mondadori Editore, febbraio 1980.
3. Brak the Barbarian Versus the Mark of the Demons, Paperback Library, 1969.
4. When the Idols Walked, serializzato in due puntate in Fantastic Stories of Imagination di Agosto e Settembre 1964; prima edizione in volume Pocket Books, 1978.
5. The Fortunes of Brak, Dell Publishing, 1980. Raccolta di un cinque racconti:
  - "I diavoli nei muri" ("Devils in the Walls"), in Fantastic Stories of Imagination di Maggio 1963; espanso nell'antologia Swords Against Tomorrow, a cura di Robert Hoskins, New American Library, 1970. Trad. Roberta Rambelli nell'antologia Fantasy, a cura di Sandro Pergameno, Grandi Opere Nord 11, Editrice Nord, 1985.
  - "Il giardino dello stregone" ("Ghoul's Garden"), nell'antologia Flashing Swords! 2, a cura di Lin Carter, Doubleday, 1973. Trad. Roberta Rambelli in Heroic Fantasy. Il meglio della fantasia eroica moderna, Enciclopedia della Fantascienza 4, Fanucci Editore, 1979.
  - "The Girl in the Gem", in Fantastic Stories of Imagination di Gennaio 1965.
  - "Tempesta in bottiglia" ("Storm in a Bottle" poi "Brak in Chains"), nell'antologia Flashing Swords! 4: Barbarians and Black Magicians, a cura di Lin Carter, Science Fiction Book Club, Doubleday, 1977. Trad. Roberta Rambelli in Maghi e guerrieri. Altre storie di fantasia eroica, Enciclopedia della Fantascienza 6, Fanucci Editore, 1981.
  - "The Mirror of Wizardry", in Worlds of Fantasy vol. 1 n. 1, anno 1968.

#### Organizzazione U.N.C.L.E.
Jakes ha composto sette romanzi brevi spin-off della serie televisiva Organizzazione U.N.C.L.E., tutti firmati con lo pseudonimo di Robert Hart Davis e apparsi in una rivista dedicata.
- The World's End Affair, in The Man from U.N.C.L.E. Magazine maggio 1966.
- The Moby Dick Affair, in The Man from U.N.C.L.E. Magazine ottobre 1966.
- The Goliath Affair, in The Man from U.N.C.L.E. Magazine dicembre 1966.
- The Deadly Dark Affair, in The Man from U.N.C.L.E. Magazine febbraio 1967.
- The Dolls of Death Affair, in The Man from U.N.C.L.E. Magazine aprile 1967.
- The Ugly Man Affair, in The Man from U.N.C.L.E. Magazine giugno 1967.
- The Man from Yesterday Affair, in The Man from U.N.C.L.E. Magazine settembre 1967.

#### Dragonard
1. When The Star Kings Die, Ace Books, 1967.
2. The Planet Wizard, Ace Books, 1969.
3. Tonight We Steal the Stars, nel volume doppio Tonight We Steal the Stars / The Wagered World, Ace Double 81680, Ace Books, 1969.

#### Dark Gate
1. Master of the Dark Gate, Lancer Books, 1970.
2. Witch of the Dark Gate, Lancer Books, 1972.

#### Il pianeta delle scimmie
Jakes ha adattato in prosa il quarto film della pentalogia cinematografica del Pianeta delle scimmie.
- Conquest of the Planet of the Apes, Award Books, 1972. Novellizzazione del film omonimo diretto da J. Lee Thompson e sceneggiato da Paul Dehn.

#### Romanzi fantastici autoconclusivi
- Secrets Of Stardeep, Westminster Press, 1969.
- The Hybrid, Paperback Library, 1969.
- The Last Magicians, Signet / New American Library, 1969.
- The Asylum World, Paperback Library, 1969.
- Mask of Chaos, nel volume doppio The Star Virus / Mask of Chaos, Ace Double 78400, Ace Books, 1970.
- Monte Cristo #99, Curtis Books, 1970.
- Six-Gun Planet, Paperback Library, 1970.
- Nero nel tempo (Black in Time), Paperback Library, 1970. Trad. Riccardo Valla in Urania 810, Arnoldo Mondadori Editore, 18 Novembre 1979.
- Time Gate, Westminster Press, 1972.
- Ricordati di Atlantide (Mention My Name in Atlantis), DAW Collectors 25, DAW Books, 1972. Trad. Antonella Pieretti, Urania Fantasy 1ª serie n. 44, Arnoldo Mondadori Editore, gennaio 1992.
- Gli anni della turbina (On Wheels), Warner Paperback Library, 1973. Trad. Mario Ferrari, Delta Fantascienza Fantasia Eroica vol. X, Delta, febbraio 1974.
- Excalibur, Dell Publishing, 1980. Collaborazione con Gil Kane.

#### Raccolte di narrativa breve
- The Best of John Jakes, DAW Collectors 244, DAW Books, 1977. Comprende dieci racconti corredati da un'introduzione e una bibliografia curate da Martin H. Greenberg.

### Romanzi erotici
Jake ha composto quattro romanzi erotici sotto pseudonimo.
- Carnival of Lust, Nightstand Book, Greenleaf Classics, 1959. Con lo pseudonimo di J. X. Williams.
- Sex Spy, Nightstand Book, Greenleaf Classics, 1959. Con lo pseudonimo di J. X. Williams.
- Shame Isle, Pillar Book, Greenleaf Classics, 1964. Con lo pseudonimo di Alan Marshall.
- More Than a Tango, Reed Nightstand, Greenleaf Classics, 1973. Con lo pseudonimo di Don Holliday.

### Libri per bambini
- Susanna of the Alamo (1986)

### Saggistica
- Famous Firsts in Sports (1967)
- Great War Correspondents (1967)
- Great Women Reporters (1969)
- Mohawk: The Life Of Joseph Brant (1969)